# Salvio Turró
Salvi Turró Tomàs (Barcelona, 21 de agosto de 1956) es un filósofo y escritor español, doctor en filosofía y profesor de la Facultad de Filosofía de la Universidad de Barcelona.

## Biografía
Nació el 21 de agosto de 1956 en Barcelona. Se doctoró en filosofía en 1985 con una tesis dirigida por Ramón Valls. Ha sido investigador principal de los proyectos El modelo transcendental en la filosofía moderna y contemporánea y Fundamentación y facticidad.

## Obra
Según Gonçal Mayos su obra Descartes. Del hermetismo a la nueva ciencia (1985) busca explorar «el contexto del descubrimiento». En Tránsito de la naturaleza a la historia en la filosofía de Kant (1996) se ha apuntado que propone «la distinción de dos momentos en la reflexión kantiana de la historia». Conrad Vilanou apunta que en Lliçons sobre historia i dret a Kant (1997) Turró se propone enfatizar la diferencia entre la kantiana Idea para una historia universal en clave cosmopolítica y las Ideas para la filosofía de la historia de la humanidad de Herder. En Fichte: de la consciència a l’absolut (2011) aborda el pensamiento de Johann Gottlieb Fichte reivindicando una entidad propia para el filósofo; de ella se ha señalado que evita tratarlo como un epígono kantiano o un simple antecesor de Hegel. Se ha afirmado que la obra de Turró «apunta a la reconstrucción de la génesis de la idea fichteana de lo absoluto, entendido como algo incognoscible en sí mismo».

## Publicaciones
- Introducció sistemática a la Filosofía, Publicacions i Edicions Universitat de Barcelona, 1984.
- Descartes. Del hermetismo a la nueva ciencia, Barcelona, Anthropos, 1985.
- Tránsito de la naturaleza a la historia en la filosofía de Kant, Barcelona, Anthropos, 1996.
- Descartes i l’esperit del Barroc, Lleida, Institut d’Estudis Ilerdencs, 1997.
- Lliçons sobre historia i dret en Kant, Edicions Universitat de Barcelona, 1997.
- Fonamentació i facticitat en l’idealisme alemany i la fenomenologia (editor), Barcelona, IEC, 2006.
- Fichte. De la consciència a l’absolut, Badalona, Ed. Omicron, 2011.
- Filosofia i Modernitat. La reconstrucció de l’ordre del món, Barcelona, Edicions UB, 2016. ISBN 978-84-475-3966-6